# إستر موير
إستر موير (بالإنجليزية: Esther Muir)‏ هي ممثلة أمريكية، ولدت في 11 مارس 1903 في أنديس في الولايات المتحدة، وتوفيت في 1 أغسطس 1995 في ماونت كيسكو في الولايات المتحدة بسبب مرض.

## وصلات خارجية
- إستر موير على موقع IMDb (الإنجليزية)
- إستر موير على موقع ألو سيني (الفرنسية)
- إستر موير على موقع أول موفي (الإنجليزية)
- إستر موير على موقع قاعدة بيانات برودواي على الإنترنت (الإنجليزية)
- إستر موير على موقع قاعدة بيانات الأفلام السويدية (السويدية)
- إستر موير على موقع قاعدة بيانات الفيلم (الإنجليزية)
- إستر موير على موقع كينوبويسك (الروسية)